# Baron Howard de Walden

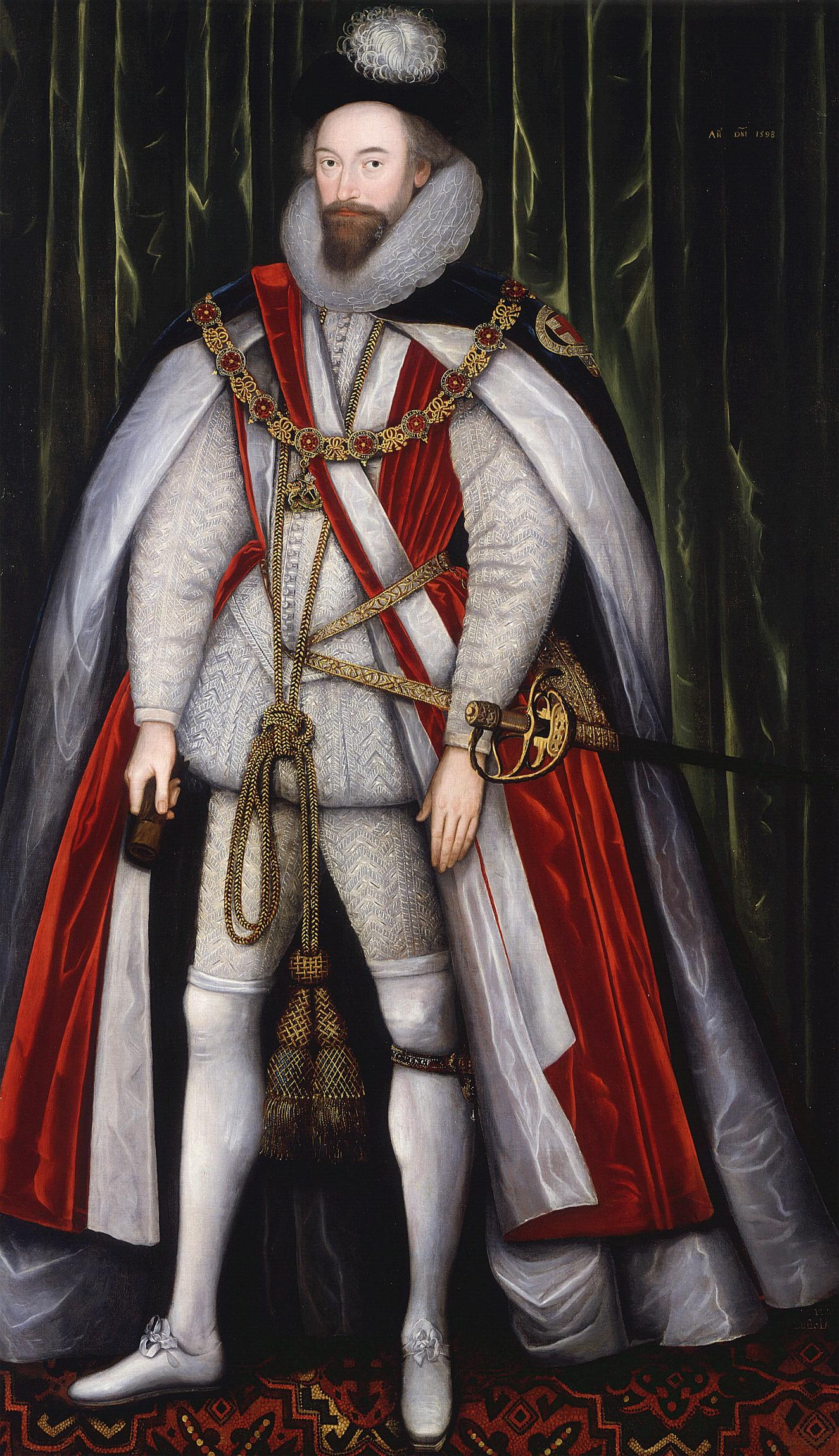
Thomas Howard, 1. Earl of Suffolk, 1. Baron Howard de Walden

Baron Howard de Walden ist ein erblicher britischer Adelstitel in der Peerage of England.
Familiensitz der Barone war ursprünglich Audley End House bei Saffron Walden, Essex.

## Verleihung und Geschichte des Titels
Der Titel wurde am 24. Oktober 1597 für den englischen Admiral Sir Thomas Howard, einen jüngeren Sohn von Thomas Howard, 4. Duke of Norfolk, geschaffen, in dem dieser durch Writ of Summons ins House of Lords berufen wurde. Dieser hatte 1588 eine wichtige Rolle beim Sieg über die Spanische Armada gespielt. Am 21. Juli 1603 wurde er durch Letters Patent auch zum Earl of Suffolk erhoben. Dieses Earldom ist ausschließlich in männlicher Linie vererbbar, während die Baronie Howard de Walden als Barony by writ auch in weiblicher Linie vererbt werden kann. Als sein Enkel, der 3. Earl, am 7. Januar 1689 starb und keine Söhne hinterließ, fiel das Earldom deshalb an dessen Bruder, während die Baronie in Abeyance zwischen dessen beiden Töchtern Lady Essex Griffin und Lady Elizabeth Felton fiel.
Die Abeyance wurde erst am 3. August 1784 zugunsten des stammältesten Co-Erben, dem britischen General Sir John Griffin als 4. Baron beendet. Dieser war ein Urenkel der Lady Essex Griffin. Dieser wurde am 5. September 1788 auch zum Baron Braybrooke erhoben. Da er kinderlos blieb, fiel bei seinem Tod am 25. Mai 1797 die Baronie Braybrooke aufgrund einer besonderen Erbregelung an einen männlichen Verwandten und die Baronie Howard de Walden in Abeyance, zwischen seiner Schwester Mary Parker und dem Urenkel und einzigen noch lebenden Nachkommen der Lady Elizabeth Felton, Frederick Hervey, 4. Earl of Bristol.
Als Mary Parker am 17. November 1799 kinderlos starb, endete die Abeyance zugunsten des Frederick Hervey, 4. Earl of Bristol, als alleinigem Erben. Dieser hatte bereits seit 1779 die Titel Earl of Bristol und Baron Hervey inne. Bei seinem Tod am 8. Juli 1803 fiel die Baronie Howard de Walden an seinen Urenkel Charles Ellis als 6. Baron, den noch minderjährigen ältesten Sohn, der bereits verstorbenen einzigen Tochter seines bereits verstorbenen ältesten Sohnes. Das Earldom of Bristol und die Baronie Hervey fiel in hingegen an seinen Bruder.
Der 6. Baron erbte beim Tod seines Vaters auch am 1. Juli 1845 auch den dessen Titel als 2. Baron Seaford. Sein ältester Sohn, Enkel und Urenkel führten diese beiden Titel. Der Letztere, der 9. Baron, hinterließ bei seinem Tod am 9. Juli 1999 keine Söhne, sondern nur vier Töchter, zwischen denen die Baronie Howard de Walden erneut in Abeyance fiel. Die Baronie Baron Seaford fiel in männlicher Linie an seinen Neffen dritten Grades Colin Ellis. 
Mit Royal Warrant vom 25. Juni 2004 wurde die Abeyance schließlich zugunsten der ältesten Tochter des 9. Barons, Hazel Czernin beendet. Als 10. Baroness hat sie den Titel bis heute inne.

## Liste der Barone Howard de Walden (1597)
- Thomas Howard, 1. Earl of Suffolk, 1. Baron Howard de Walden (1541–1626)
- Theophilus Howard, 2. Earl of Suffolk, 2. Baron Howard de Walden (1584–1640) (folgte als Baron Howard de Walden bereits am 8. Februar 1610 durch Writ of Acceleration)
- James Howard, 3. Earl of Suffolk, 3. Baron Howard de Walden (1619–1689) (Titel abeyant 1689)
- John Griffin, 4. Baron Howard de Walden (1719–1797) (Abeyance beendet 1784; Titel abeyant 1797)
- Frederick Hervey, 4. Earl of Bristol, 5. Baron Howard de Walden (1730–1803) (Abeyance beendet 1799)
- Charles Ellis, 6. Baron Howard de Walden (1799–1868)
- Frederick Ellis, 7. Baron Howard de Walden (1830–1899)
- Thomas Scott-Ellis, 8. Baron Howard de Walden (1880–1946)
- John Scott-Ellis, 9. Baron Howard de Walden (1912–1999) (Titel abeyant 1999)
- Hazel Czernin, 10. Baroness Howard de Walden (* 1935) (Abeyance beendet 2004)

Titelerbe (Heir Apparent) ist der Sohn der jetzigen Baroness, Hon. Peter Joseph Czernin (* 1966).